# Vietnamesisk kärrsköldpadda
Vietnamesisk kärrsköldpadda (Mauremys annamensis) är en sköldpaddsart som beskrevs av  Friedrich Siebenrock 1903. Vietnamesisk kärrsköldpadda ingår i släktet Mauremys, och familjen Geoemydidae. IUCN kategoriserar arten globalt som akut hotad. Inga underarter finns listade.
Vietnamesisk kärrsköldpadda är en sötvattenssköldpadda som är endemisk för centrala Vietnam. Dess utbredningsområde är ett område sydväst om Da Nang, men arten är numera mycket sällsynt i det vilda. Den rapporterades fortfarande som vanlig på 1930-talet, men alla fältundersökningar efter 1941 har misslyckats med att hitta sköldpaddan i det vilda. Men eftersom den ibland sågs till försäljning som mat antogs den ännu inte vara utrotad i det vilda.
År 2006 hittades en vild population sköldpaddor nära Hội An i provinsen Quang Nam. Trots dess sällsynthet har exemplar observerats till försäljning i Kina och Hongkong och illegalt importerats till USA. Ett mindre antal föds upp i fångenskap på ön Hainan och på Cuc Phuong Turtle Conservation Center i Cuc Phuong nationalpark i norra Vietnam. Arten kan vara nära utrotning i det vilda eftersom illegal insamling verkar fortsätta.
Arten föredrar sakta rinnande eller stilla vatten. Den är en omnivor, allätare, som bland annat äter insekter, maskar och växtdelar.
Sköldpaddans huvud är mörkt med tre eller fyra gula strimmor på sidan som också går ner på halsen. Ryggskölden är mörk och kan mäta upp till nära 30 centimeter. Bukskölden är gulaktig eller orange med svarta fläckar på plattorna.